# 1474

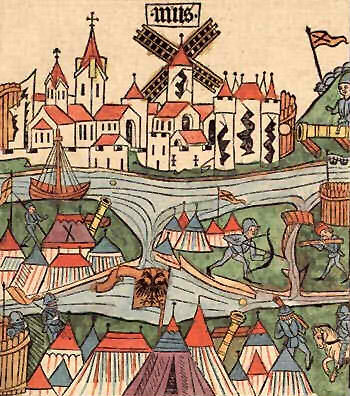
Beleg van Neuss

Het jaar 1474 is het 74e jaar in de 15e eeuw volgens de christelijke jaartelling.

## Gebeurtenissen
januari
- 3 - In aanwezigheid van de Ridders van het Gulden Vlies wordt het Parlement van Mechelen geïnstalleerd door bisschop van Doornik Ferry van Clugny namens hertog Karel de Stoute.

februari
- 14 - Het graafschap Holstein wordt door de keizer verheven tot hertogdom.
- februari - Vrede van Utrecht: Einde van de vijandigheden tussen de Hanzesteden en Engeland en de Hanzeatisch-Engelse Oorlog. De Hanze herkrijgt haar verloren privileges in Engeland.

juni
- eind juni - De baljuw van Zutphen, Jan van Egmont, wordt tevens gouverneur van Arnhem.

juli
- 29 - Begin van het Beleg van Neuss: Karel de Stoute grijpt op verzoek van Ruprecht van de Palts, aartsbisschop van Keulen in in het conflict tussen deze en de Keulse staten. Keizer Frederik III steunt de stad. Begin van de Bourgondische Oorlogen.

november
- 13 - Slag bij Héricourt: De Eedgenoten en de Habsburgers verslaan de Bourgondiërs.

december
- 13 - Isabella I wordt gekroond tot koningin van Castilië.
- 3 - Stichting van het klooster Hieronymusconvent in Utrecht. Ook de Hiëronymusschool, thans het Stedelijk Gymnasium, wordt opgericht.

## Beeldende kunst

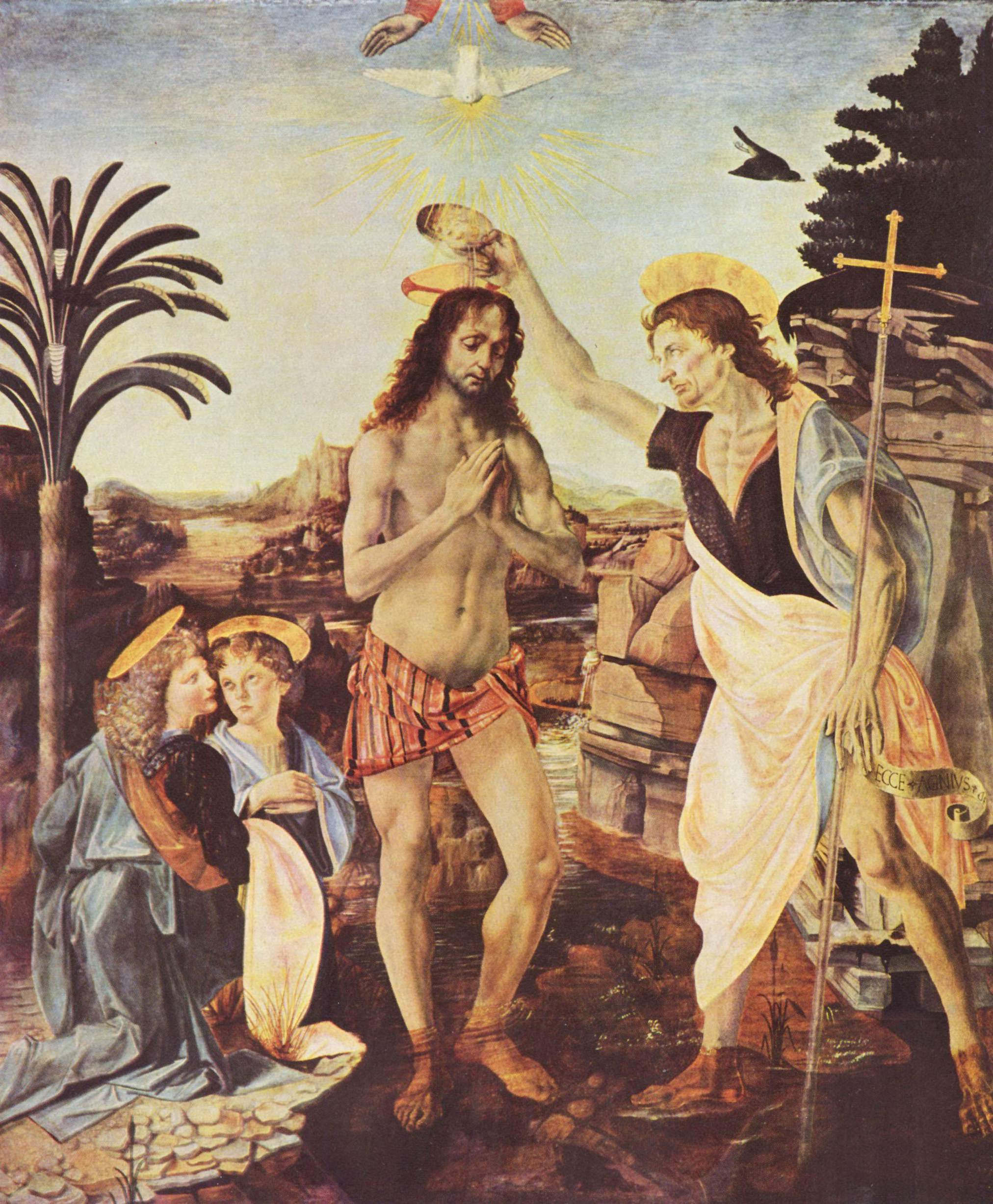
Andrea del Verrocchio en leerlingen: De doop van Christus
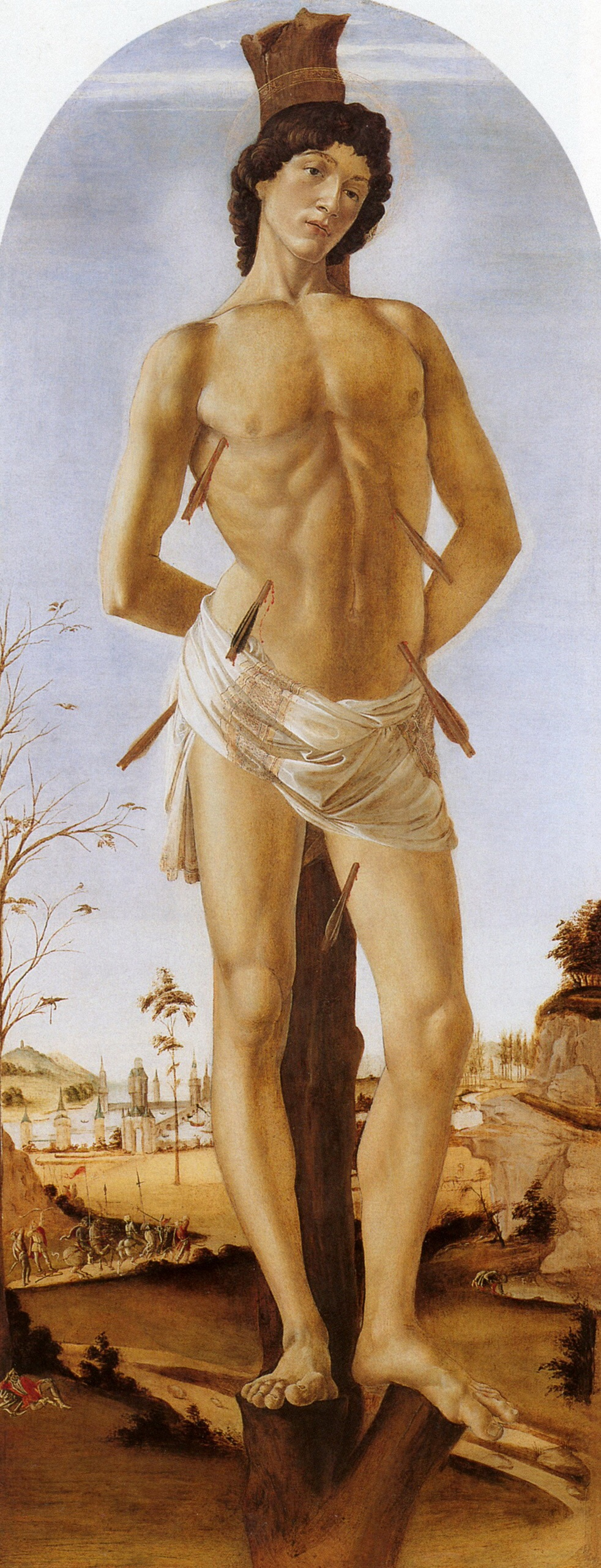
Sandro Botticelli: De Heilige Sebastiaan
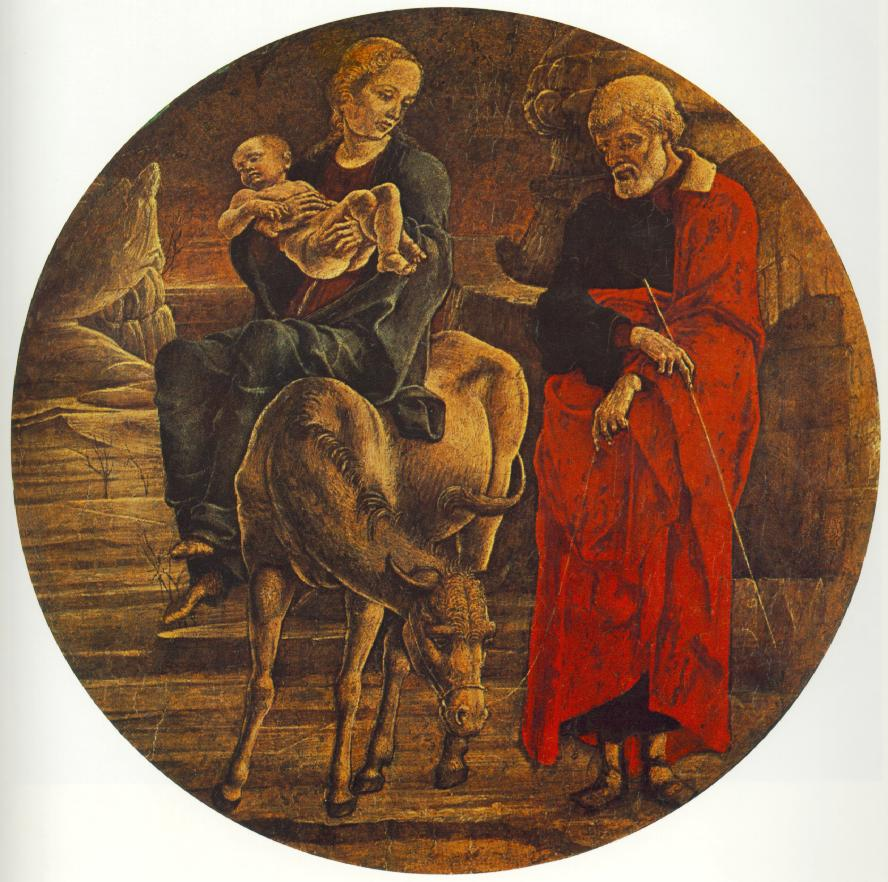
Cosmè Tura: De vlucht naar Egypte
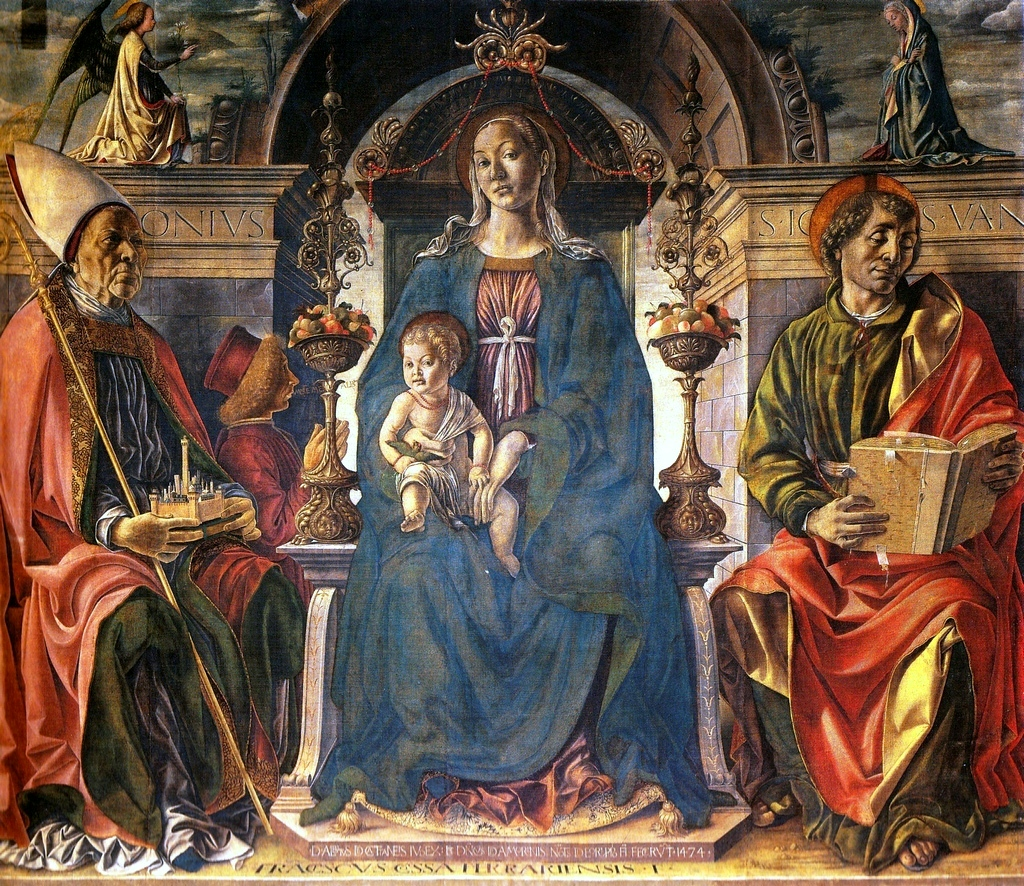
Francesco del Cossa: Getroonde Madonna met de heiligen Petronius en Johannes de Doper

## Opvolging
- Castilië - Hendrik IV opgevolgd door zijn halfzuster Isabella I
- Cyprus - Jacobus III opgevolgd door zijn moeder Catharina Cornaro
- Dominicanen (magister-generaal) - Leonardo Mansueti als opvolger van Marcial Auribelli
- Piombino - Jacopo III Appiano opgevolgd door zijn zoon Jacopo IV Appiano
- Pommeren - Erik II opgevolgd door zijn zoon Bogislaw X
- Venetië - Nicolò Marcello opgevolgd door Pietro Mocenigo

## Afbeeldingen

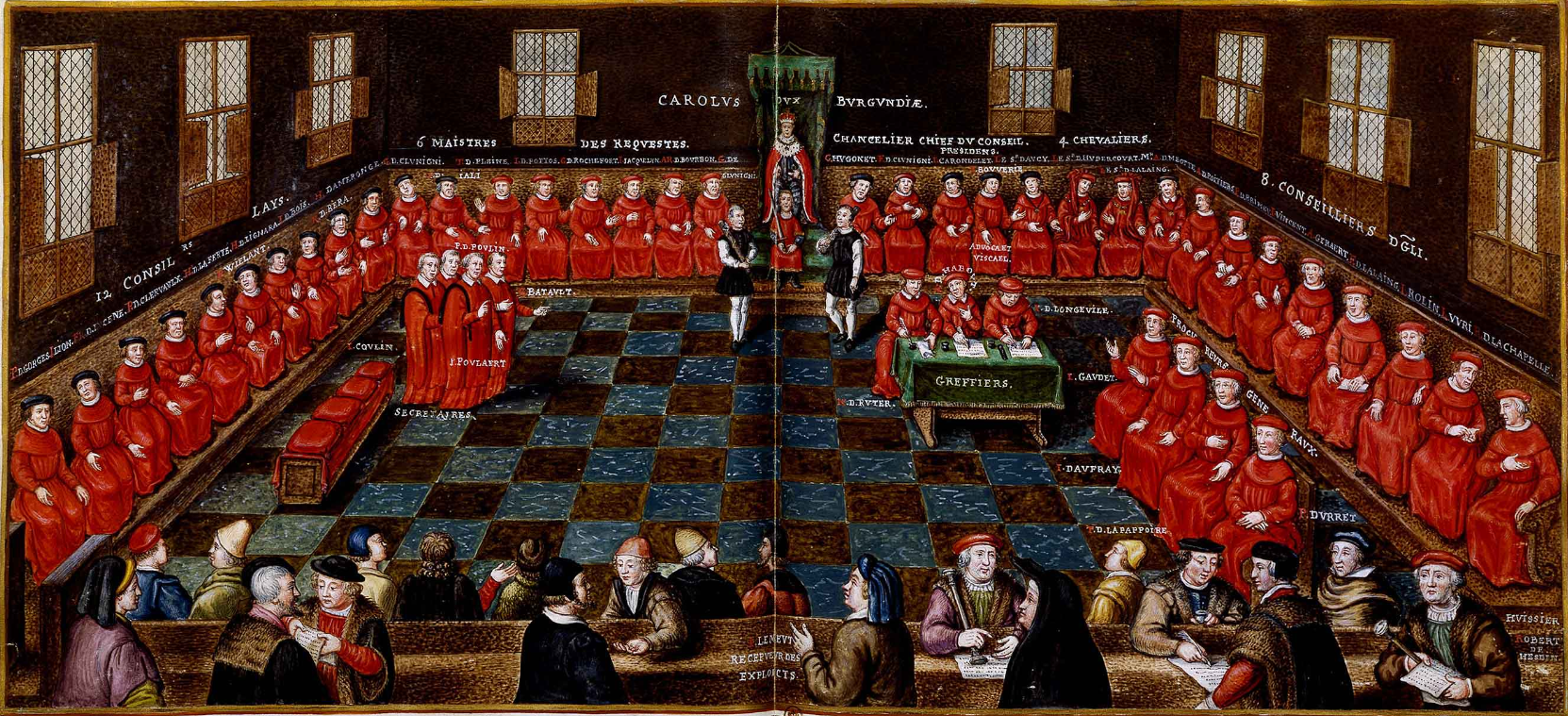
Zitting van het Parlement van Mechelen
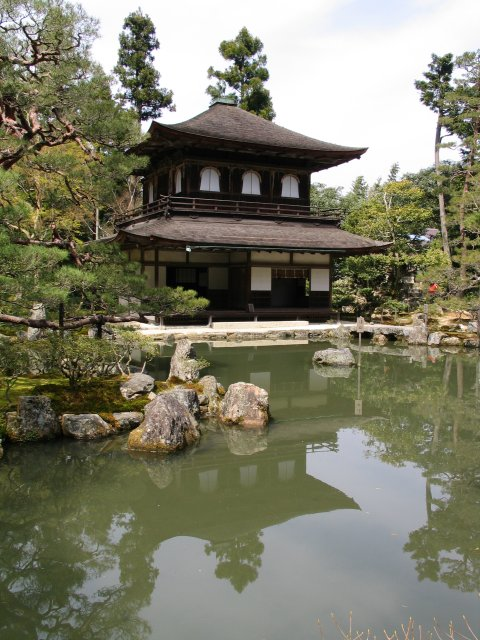
Ginkaku-ji, Kyoto, gebouwd 1474

## Geboren
- 21 maart - Angela Merici, Italiaans kloosterstichtster (vermoedelijke jaartal)
- 18 mei - Isabella d'Este, Italiaans edelvrouw
- 8 september - Ludovico Ariosto, Italiaans dichter en toneelschrijver; maker van Orlando Furioso (overleden 1533)
- 7 oktober - Bernhard III van Baden, markgraaf van Baden-Baden
- 13 oktober - Mariotto Albertinelli, Florentijns schilder
- 7 november - Lorenzo Campeggio, Italiaans kardinaal
- Giovanni Borgia, Italiaans edelman
- Juan Diego Cuauhtlatoatzin, Azteeks-Spaans kluizenaar
- Teodoro Trivulzio, Milanees militair
- Perkin Warbeck, Vlaams-Engels troonpretendent
- Anton van Ligne, Bourgondisch militair (jaartal bij benadering)
- Giulia Farnese, Italiaanse edelvrouw (jaartal bij benadering)
- Frederik van Renesse, Nederlands staatsman (jaartal bij benadering)
- John Seymour, Engels staatsman (jaartal bij benadering)

## Overleden
- 3 januari - Pietro Riario (28), Italiaans kardinaal
- 26 februari - Petrus de Thimo (~80), Brabants kroniekschrijver
- 15 maart - Hendrik II van Borselen (~69), Zeeuws edelman
- mei - John Bourchier, Engels edelman
- 5 juli - Erik II (~49), hertog van Pommeren
- 1 augustus - Walter Blount (~58), Engels staatsman
- 26 augustus - Jacobus III (1), koning van Cyprus (1473-1474)
- 21 september - George I van Anhalt (~84), Duits edelman
- 27 november - Guillaume Dufay (~77), Vlaams componist
- Étienne Chevalier, Frans staatsman
- Boudewijn I van Lannoy (~86), Bourgondisch edelman
- Johan VI van Mecklenburg (~35), Duits edelman
- Adolf XII van Schaumburg (~55), Duits edelman
- Everaert Spoorwater, Vlaams bouwmeester
- Wenceslaus I van Teschen (~61), Silezisch edelman